# Beneficio de excusión
El beneficio de excusión es el derecho que tiene el fiador de oponerse a hacer efectiva la fianza en tanto el acreedor no haya ejecutado todos los bienes del deudor. Mediante el uso de este derecho el fiador le dice al acreedor que se dirija en primer término contra los bienes del deudor principal antes de dirigirse contra él.
Este derecho se justifica por la razón de ser de la fianza, que consiste en proporcionar al acreedor más firmes herramientas de satisfacción de su crédito contra el deudor principal, pero sin desplazar definitivamente a este último de su obligación.
Hay que tener en cuenta que cuando nos referimos a este beneficio, la ley impone la necesidad de que inicialmente el acreedor persiga los bienes del deudor, es decir, que se señalen los bienes con los cuales el acreedor puede hacer valer su crédito. Y en el caso de que exista solidaridad y a su vez, haya uno que es fiador, podrá no solo excutar los bienes del deudor, sino también los de sus codeudores. Sin embargo, el fiador solo goza de acción de reembolso en contra del deudor que ha afianzado.

## Naturaleza jurídica del beneficio de excusión
El beneficio de excusión constituye una excepción dilatoria en juicio y sólo procede una vez. En la legislación española está recogido en el artículo 1.822 del Código Civil.
Asimismo, en el artículo 1879 del Código Civil peruano de 1984,  en el artículo 2357 del Código Civil chileno, artículos 2106 al 2108 del Código Civil guatemalteco y artículos 1812 al 1814 del Código Civil venezolano. Como se puede observar, es un beneficio recogido ampliamente por las legislaciones.

## Casos en que el acreedor está obligado a efectuar la excusión
- Cuando las partes así lo han estipulado
- Cuando el fiador se hubiere obligado tan solo a lo que no se pudiese obtener del principal deudor. En este caso, el fiador no será responsable de la insolvencia del deudor siempre que concurran los requisitos que señala la norma legal.

## Subfiador
Si el fiador hubiera dado a su vez otro fiador en garantía de sus obligaciones de afianzamiento, este último goza del beneficio de excusión respecto del deudor principal y del primer fiador. Es decir, el acreedor deberá ejecutar primero al deudor principal, después al primer fiador y recién entonces está en condiciones de dirigir su acción contra el segundo.

## Requisitos de procedencia del beneficio de excusión
- Que no se haya renunciado expresamente a este beneficio
- Que la fianza no fuese solidaria
- Que el deudor no se encuentre en quiebra o en notoria insolvencia.
- Que la obligación afianzada sea civil (y no puramente natural).
- Que la fianza no fuese judicial.

## Efectos del beneficio de excusión
- Cesa la persecución contra el fiador ya que se suspende la entrada en juicio.
- Si el acreedor efectúa la excusión de forma omisa o negligente, y el deudor cae entretanto en notoria insolvencia, el fiador solo es responsable en lo que exceda al valor de los bienes que hubiere señalado para la excusión.
- Si el acreedor obtiene el pago con la excusión, se produce extinción total o parcial de la fianza según el caso.